# 어쩌다 발견한 하루
《어쩌다 발견한 하루》는 2019년 10월 2일부터 2019년 11월 21일까지 방송되었던 문화방송 수목 미니시리즈이다.

## 기획 의도
여고생 은단오가 자신이 만화 속 엑스트라 캐릭터라는 사실을 알고 정해진 운명을 거스르기 위해 여러 일들을 겪으며 사랑하게 되는 로맨스 드라마.

## 등장인물

### 주요 인물
- 김혜윤 : 은단오 역 (아역: 김지유) - 무영의 딸, 만화 비밀의 엑스트라, 백경의 약혼녀, 만화 능소화 여주인공, 시한부 인생.
- 로운 : 13번 / 하루 역 - 만화 비밀 이름없는 엑스트라, 만화 능소화 서브 남주인공.
- 이재욱 : 백경 역 (아역: 김건우) - 단오의 약혼남, 드라마 서브 남주, 스리고 A3 서열 3위, 만화 능소화 남자주인공.
- 이나은 : 여주다 역 - 만화 비밀 여주인공.
- 정건주 : 이도화 역 - 스리고 A3 서열 2위, 만화 비밀 서브 남주인공, 주화의 동생
- 김영대 : 오남주 역 - 만화 비밀 남자주인공, 스리고 A3 서열 1위
- 이태리 : 진미채 / 금진미 역 - 신원 나이 미상, 만화 능소화의 국왕.

### 학교 주변 인물
- 김지인 : 2학년 7반 신새미 역 - 단오의 단짝 친구, 백화점으로 유명한 SI그룹 고결한 분위기의 상속녀. 남주를 좋아하는 일편단심 순정파. 주다를 괴롭히는 최종 보스. 수철과 붙으면 바보 남매가 되버리고 단오와 붙으면 왕푼수 소문통.
- 김현목 : 2학년 7반 안수철 역 - 단오와 새미의 친구, 자칭 스리고 정보통이자 타칭 낄낄빠빠 못하는 수또. 콘텐츠 서비스 회사 CEO의 아들.
- 정예녹 : 2학년 7반 김일진 역 - 2-7반 야생마, 매일매일 일진이 사나운 걸크러시.
- 미미 : 2학년 7반 박이진 역 - 남주의 팬클럽 일원, 일진의 패거리.
- 정여진 : 2학년 7반 이삼진 역 - 2-7반의 차도녀, 차가운 얼굴에 차가운 말투. 차가운 눈빛
- 한채경 : 2학년 7반 김애일 역 - 2-7반의 애빼시, 애교는 백경의 한정. 백경의 껌딱지 1.
- 송지우 : 2학년 7반 박애리 역
- 강민지 : 2학년 7반 이애삼 역 - 2-7반의 세젤예, 반박불가 비주얼 담당. 백경의 껌딱지 2.
- 정대로 : 2학년 7반 김양일 역 - 2-7반 날라리 서열 1위, A3 없을땐 짱.
- 이창식 : 2학년 7반 박양이 역 - 2-7반 날라리 서열 2위, 마음의 방이 여러개인 사랑꾼.
- 윤종빈 : 2학년 7반 이양삼 역 - 2-7반 날라리 서열 3위, 매점은 나의 것, 의리도 나의 것.
- 조덕회 : 2학년 7반 김반장 역 - 2-7반 반장, 남주보다 권력이 없다. 소심왕.
- 오종민 : 2학년 7반 김보통 역 - 2-7반 외모도 보통, 성격도 보통. 성적도 보통.
- 김준성 : 2학년 7반 박모범 역 - 2-7반 사람 도덕책, 모범생들의 교과서. 바이블.
- 신용호 : 2학년 7반 신바람 역 - 2-7반 학생.
- 한명환 : 2학년 7반 강철남 역 - 2-7반 학생.
- 정지현 : 2학년 7반 한수다 역 - 2-7반 학생.
- 이은혜 : 2학년 7반 공주해 역 2-7반 학생.
- 허수빈 : 2학년 7반 왕빛나 역 - 2-7반 학생.
- 표현진 : 2학년 7반 남궁단발 역 - 2-7반 학생.
- 김태정 : 2학년 7반 채육인 역 - 2-7반 학생.
- 이예현 : 김수향 역 - 비밀을 품고 있는 스리고 2-8반 전학생, 진미채의 정인.

### 주요 인물 가족들
- 엄효섭 : 은무영 역 - 단오의 아버지
- 최진호 : 백대성 역 - 백경의 아버지
- 유지수 : 라혜영 역 - 백경의 새어머니, 준현의 친어머니
- 배현성 : 백준현 역 - 백경의 이복형제
- 유하복 : 오재벌 역 - 남주의 아버지
- 지수원 : 차지현 역 - 남주의 어머니
- 윤종훈 : 이주화 역 - 도화의 친형, 단오의 주치의이자 흉부외과 전문의 (특별출연)

### 그 외 인물
- 김정학 : 담임 선생님 역
- 김재화 : 미술 선생님 역
- 배유리 : 수학 선생님 역
- 백송이 : 단오의 여종 역 - 만화 ‘능소화’ 조연
- 정은정 : 기자 역
- 민상우 : 기자 역
- 황보권 : 웨이터 역
- 정영도 : 오남주 생일파티의 사회자 역
- 한승현 : 차지현의 비서 역
- 서희 : 간호사 역

## 촬영지
- 계명대학교
- 부산외국어대학교
- 동원대학교
- 연세대학교
- 순천향대학교
- 거제 신선대
- 정읍 무성서원

## 시청률
최저 시청률과 최고 시청률은 시청률 조사회사와 지역별로 시청률에 차이가 있을 수 있습니다.
| 2019년      | 2019년      | 2019년         | 2019년         | 2019년       |
| 회차        | 방송일      | TNmS 시청률    | AGB 시청률     | AGB 시청률   |
| 회차        | 방송일      | 대한민국(전국) | 대한민국(전국) | 서울(수도권) |
| ----------- | ----------- | -------------- | -------------- | ------------ |
| 제1회       | 10월 2일    |                | 3.1%           |              |
| 제2회       | 10월 2일    |                | 3.5%           |              |
| 제3회       | 10월 3일    |                | 2.2%           |              |
| 제4회       | 10월 3일    |                | 3.3%           |              |
| 제5회       | 10월 9일    | 3.3%           | 2.9%           |              |
| 제6회       | 10월 9일    | 3.9%           | 3.9%           |              |
| 제7회       | 10월 9일    | 2.8%           | 2.7%           |              |
| 제8회       | 10월 9일    | 3.0%           | 3.1%           |              |
| 제9회       | 10월 16일   |                | 3.1%           |              |
| 제10회      | 10월 16일   |                | 4.1%           |              |
| 제11회      | 10월 17일   |                | 3.0%           |              |
| 제12회      | 10월 17일   |                | 3.8%           |              |
| 제13회      | 10월 23일   |                | 3.1%           |              |
| 제14회      | 10월 23일   |                | 4.1%           |              |
| 제15회      | 10월 24일   | 3.1%           | 3.2%           |              |
| 제16회      | 10월 24일   | 3.8%           | 3.5%           |              |
| 제17회      | 10월 30일   |                | 3.0%           |              |
| 제18회      | 10월 30일   |                | 3.7%           |              |
| 제19회      | 10월 31일   |                | 2.9%           |              |
| 제20회      | 10월 31일   |                | 3.3%           |              |
| 제21회      | 11월 6일    |                | 3.1%           |              |
| 제22회      | 11월 6일    |                | 3.6%           |              |
| 제23회      | 11월 7일    |                | 3.1%           |              |
| 제24회      | 11월 7일    |                | 3.6%           |              |
| 제25회      | 11월 13일   |                | 2.9%           |              |
| 제26회      | 11월 13일   |                | 3.1%           |              |
| 제27회      | 11월 14일   |                | 2.7%           |              |
| 제28회      | 11월 14일   |                | 3.0%           |              |
| 제29회      | 11월 20일   |                | 3.0%           |              |
| 제30회      | 11월 20일   |                | 3.3%           |              |
| 제31회      | 11월 21일   |                | 2.6%           |              |
| 제32회      | 11월 21일   |                | 3.6%           |              |
| 평균 시청률 | 평균 시청률 |                | 3.2%           |              |

## 수상 및 후보
| 연도 | 시상식                    | 부문                             | 수상작(자)           | 결과 | 출처  |
| ---- | ------------------------- | -------------------------------- | -------------------- | ---- | ----- |
| 2019 | 제32회 그리메상           | 신인 연기자상                    | 로운                 | 수상 |       |
| 2019 | MBC 연기대상              | 시청자가 뽑은 올해의 드라마 부문 | 어쩌다 발견한 하루   | 수상 | [ 5 ] |
| 2019 | MBC 연기대상              | 수목드라마부문 여자 우수연기상   | 김혜윤               | 수상 | [ 6 ] |
| 2019 | MBC 연기대상              | 수목드라마부문 조연상            | 이태리               | 후보 |       |
| 2019 | MBC 연기대상              | 남자 신인상                      | 로운                 | 수상 | [ 7 ] |
| 2019 | MBC 연기대상              | 남자 신인상                      | 이재욱               | 수상 | [ 7 ] |
| 2019 | MBC 연기대상              | 남자 신인상                      | 정건주               | 후보 |       |
| 2019 | MBC 연기대상              | 남자 신인상                      | 김영대               | 후보 |       |
| 2019 | MBC 연기대상              | 여자 신인상                      | 김혜윤               | 수상 | [ 8 ] |
| 2019 | MBC 연기대상              | 여자 신인상                      | 이나은               | 후보 |       |
| 2019 | MBC 연기대상              | 최고의 1분 커플                  | 로운, 김혜윤, 이재욱 | 후보 |       |
| 2020 | 제56회 백상예술대상       | TV부문 남자 신인연기상           | 이재욱               | 후보 | [ 9 ] |
| 2020 | 제15회 서울 드라마 어워즈 | 한류 드라마 우수 작품상          | 어쩌다 발견한 하루   | 수상 |       |

## 특별 편성 및 결방 사유
- 2019년 10월 9일 : 저녁 8시 55분부터 밤 11시 10분까지 4회 연속 방송되었다. (5회, 6회, 7회, 8회)
- 2019년 10월 10일 : MBC 스포츠 2022 카타르 월드컵 아시아 2차 예선 대한민국 VS 스리랑카 편성으로 인해 결방되었다.

## OST
- Part. 1 : 에이프릴 - Feeling (2019.10.02 발매)
- part. 2 : 민찬, 계현, 연호 (베리베리) - My Beauty (2019.10.09 발매)
- part. 3 : Sondia - 첫사랑[10] (2019.10.16 발매)
- part. 4 : 에피톤 프로젝트 - 첫사랑 (Drama Ver) (2019.10.23 발매)
- part. 5 : GOTCHA ! - 오늘은 꼭 (2019.10.30 발매)
- part. 6 : Sondia - 한 번도 하지 못한 이야기 (2019.11.06 발매)
- part. 7 : 스트레이 키즈 - 끝나지 않을 이야기 (2019.11.07 발매)
- part. 8 : 정세운 - 너를 그린다 (2019.11.13 발매)